# Kletter-Hortensie

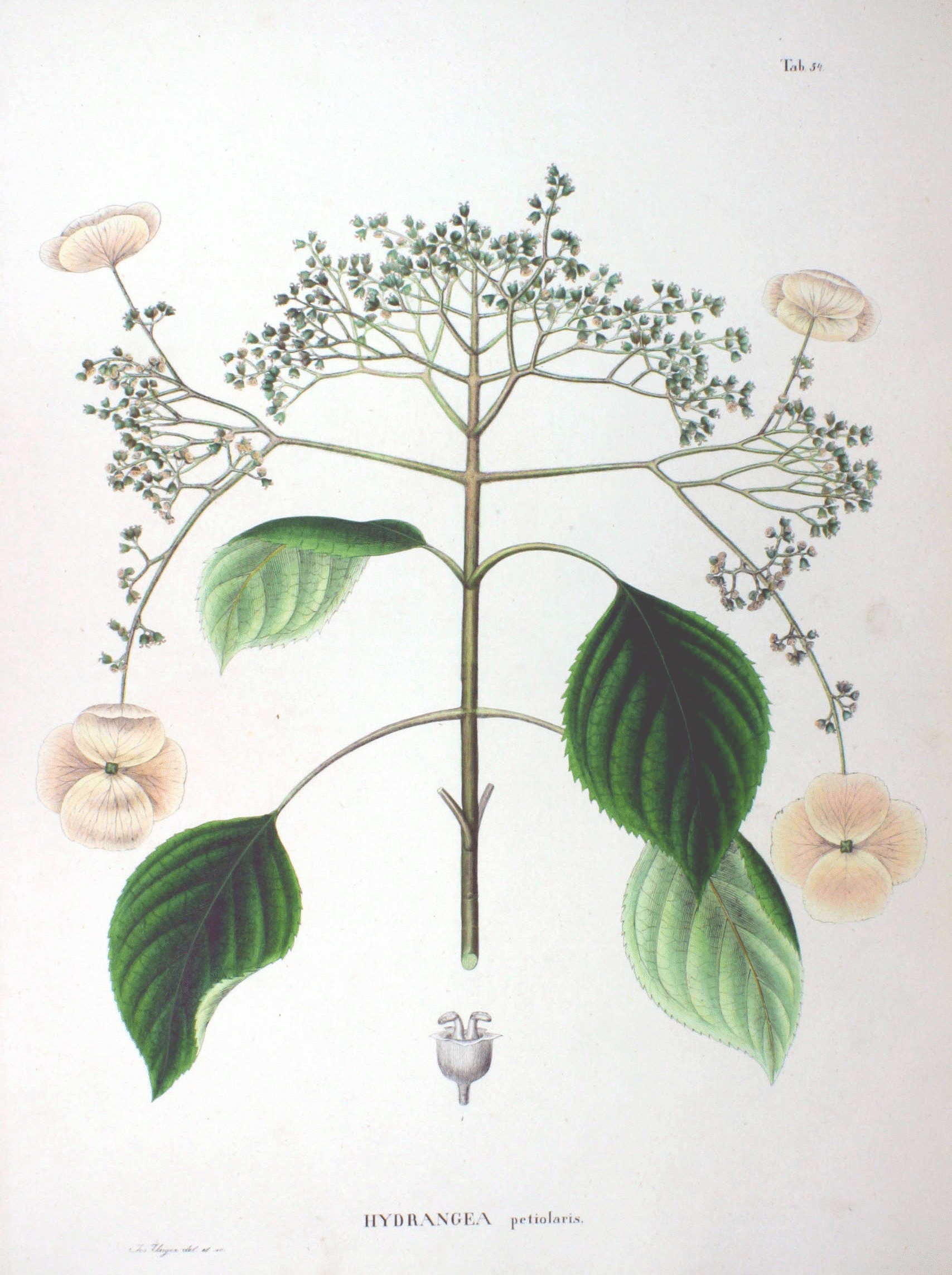
Illustration

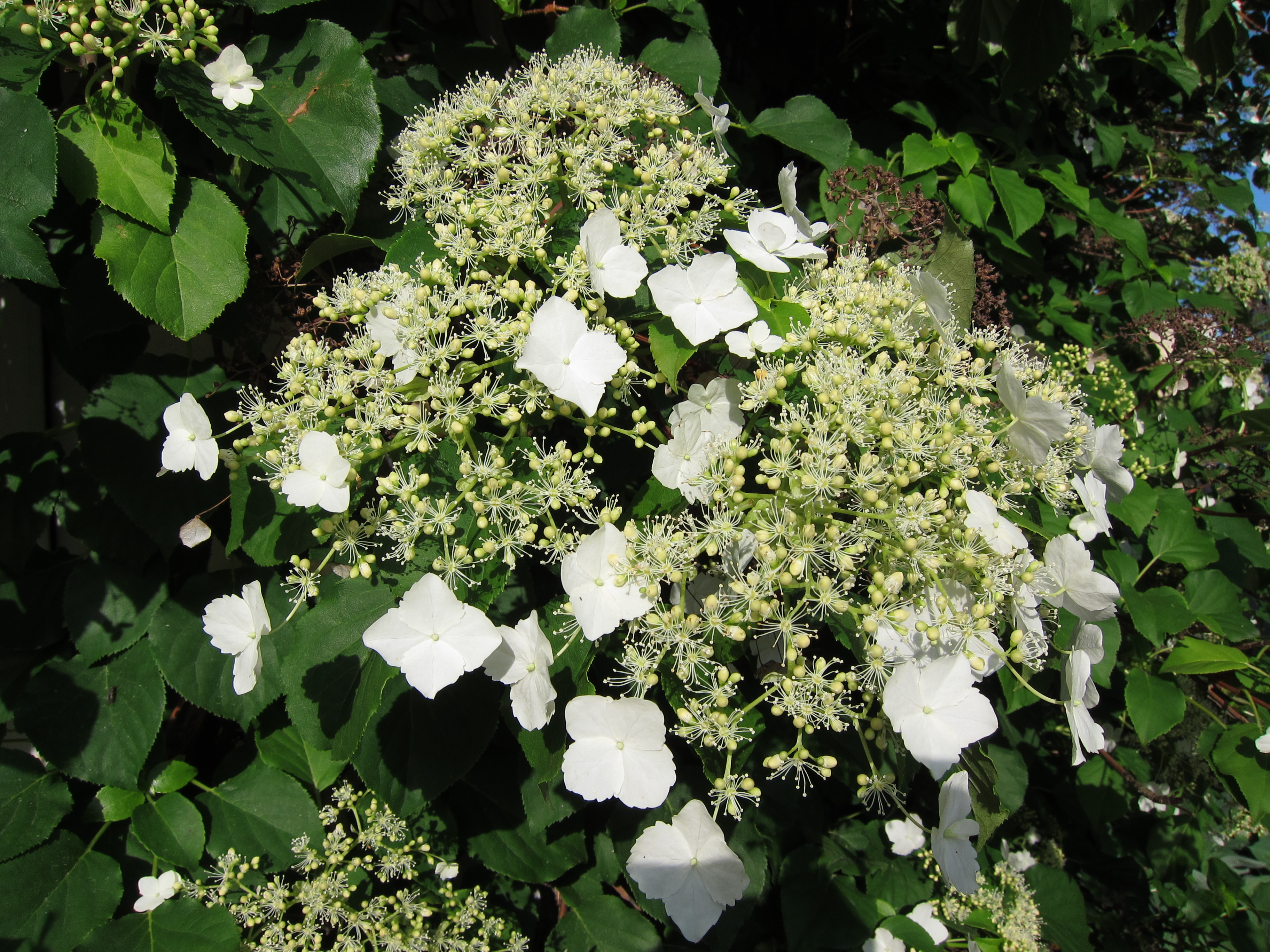
Blütenstand

Die Kletterhortensie (Hydrangea petiolaris), in der botanischen Literatur Kletter-Hortensie geschrieben, ist eine Pflanzenart aus der Familie der Hortensiengewächse (Hydrangeaceae).

## Vorkommen
Die Kletter-Hortensie stammt aus Japan und Korea. Heute ist sie als Zierpflanze auch in Gärten Europas und Nordamerikas zu finden.

## Beschreibung
Die laubabwerfende Kletter-Hortensie kann mit Hilfe sprossbürtiger Haftwurzeln 6 bis 7 Meter, teilweise auch 12 bis 15 Meter hoch klettern und bis zu 5 Metern breit werden. Ohne Klettermöglichkeit bildet sie einen bis 2 Meter hohen, halbkugeligen sommergrünen Busch. Die Wuchsleistung ist geringer als beim Efeu.
Die gegenständigen, gestielten, rundlichen bis eiförmigen, teils leicht herzförmigen, spitzen und gesägten, leicht ledrigen, kahlen Laubblätter sind 5 bis 11 Zentimeter lang. Die Borke älterer Äste und Stämme blättert in charakteristischer Art schichtweise ab.
Die Pflanze ist üppig blühend; erste Blüten setzen nach etwa 5 bis 8 Jahren Standzeit an. Die im Frühsommer erscheinenden Blütenstände sind flache, 15 bis 25 cm breite Schirmrispen. Jeder Blütenstand besitzt neben vielen, kurz gestielten, kleinen, 4- bis 5-zähligen, zwittrigen Blüten mit doppelter Blütenhülle einige, lang gestielte, randständige, wesentlich größere, sterile, schneeweiße und meist 4-zählige Blüten ohne Krone, die etwa 3 cm Breite erreichen. Die Blüten der Kletter-Hortensie bieten Nahrung für Schmetterlinge, Hummeln und Bienen. Die Früchte werden als kleine, holzige, urnenförmige und vielsamige Kapseln mit beständigen Griffeln ausgebildet.
Während die klassischen Kletter-Hortensien im Herbst ihre Blätter verlieren, gibt es mittlerweile auch neu gezüchtete Sorten, die immergrün sind.
Die Chromosomenzahl beträgt 2n = 36.

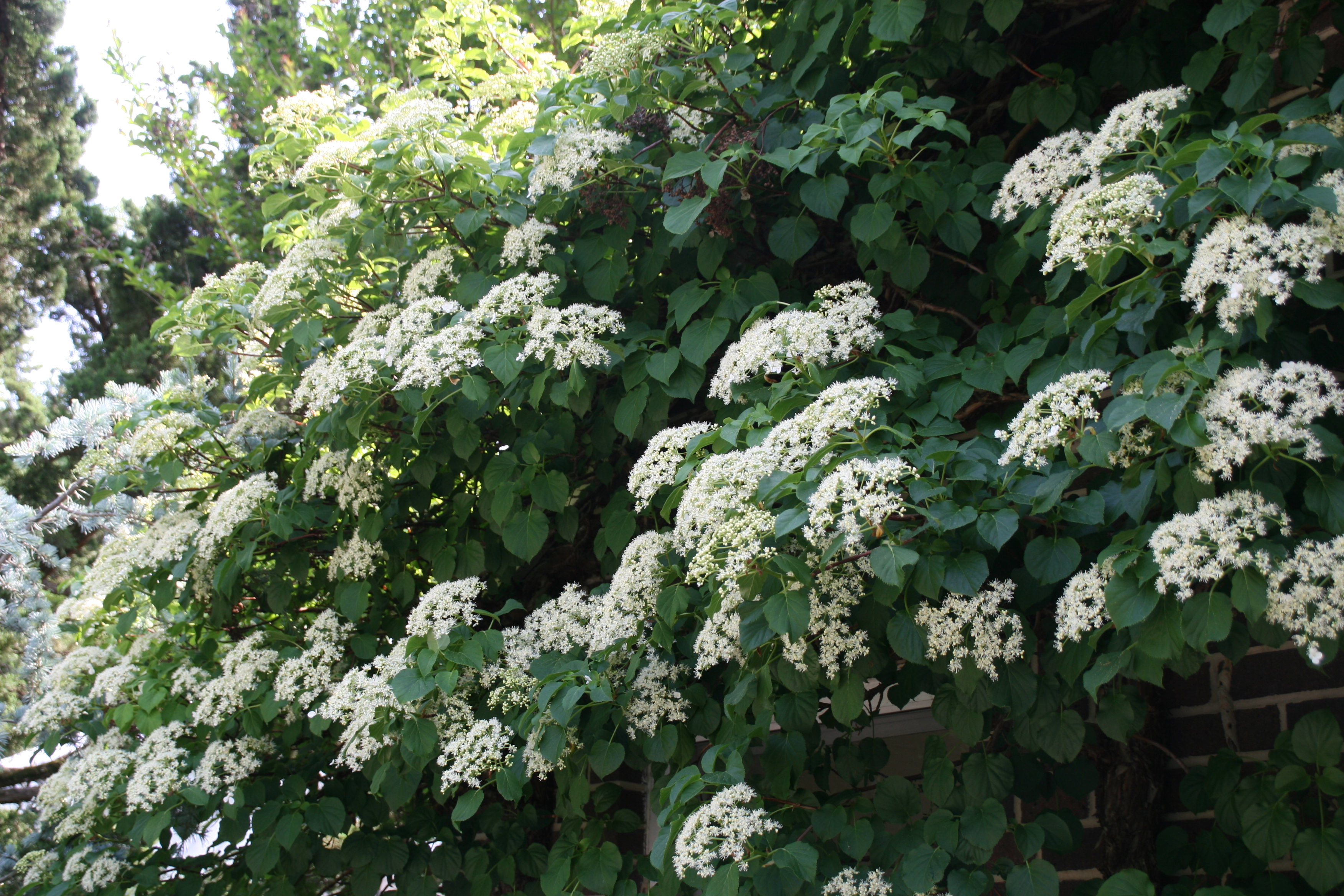
Hydrangea petiolaris, typische Blütenstände
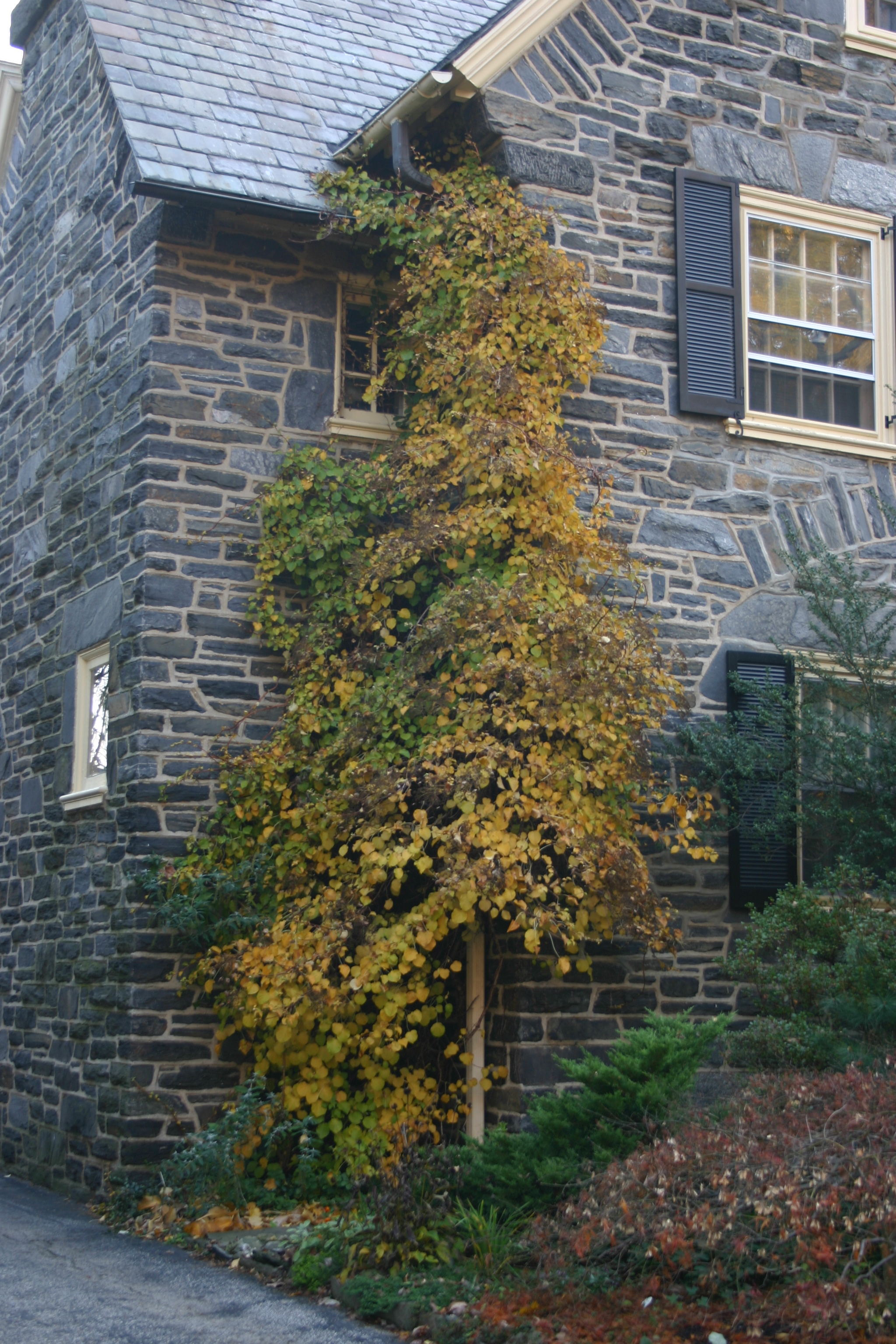
Hydrangea petiolaris, Herbstfärbung
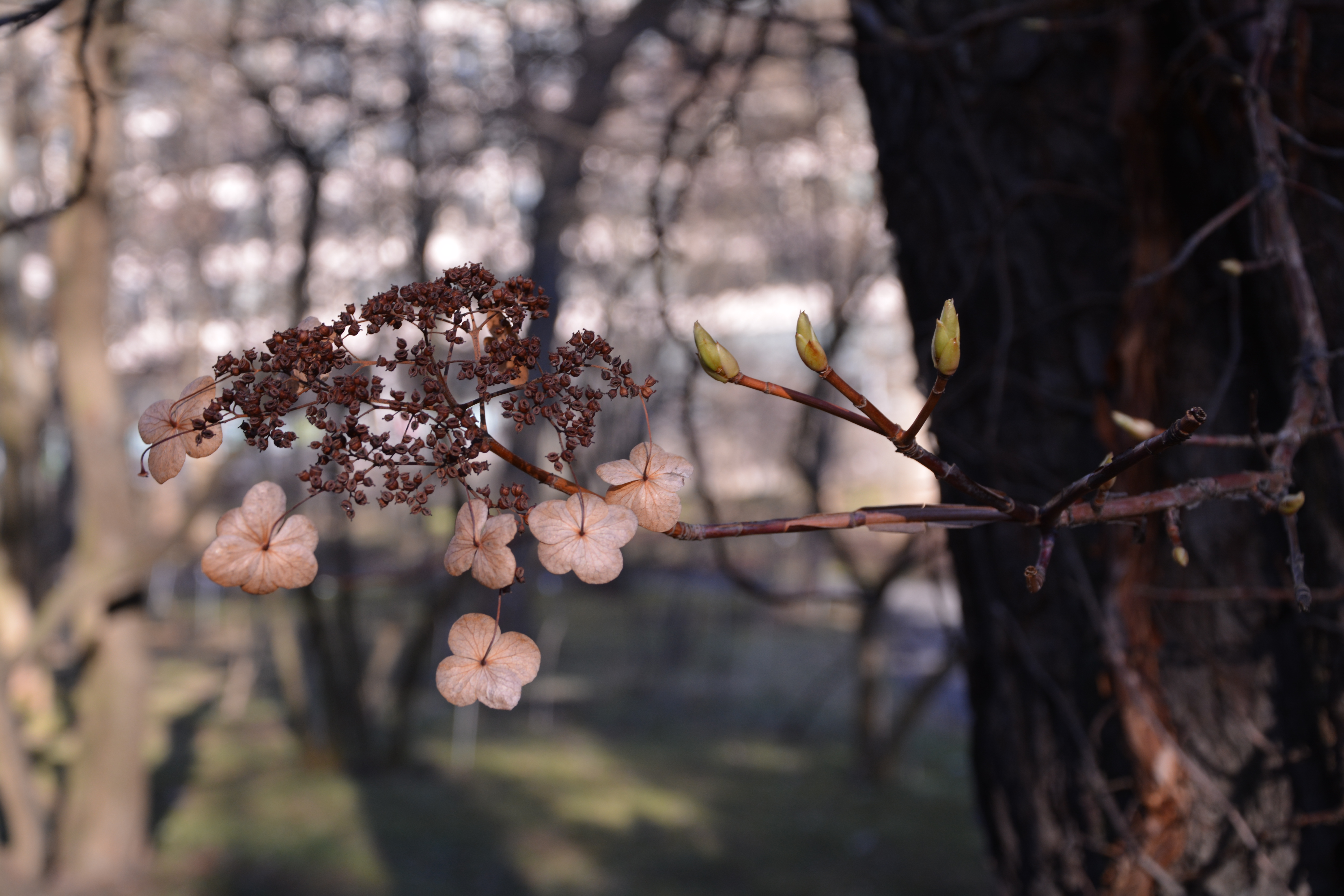
Fruchtstand

## Standort und Pflege
Die Kletter-Hortensie bevorzugt halbschattige bis schattige Standorte mit humosem, feuchten bis nassem, eher saurem Boden, der weder verdichtet noch kalkhaltig sein sollte. Der Schnitt kann im Frühjahr erfolgen und führt zur Verzweigung langer Triebe.

## Systematik
Hydrangea petiolaris wird teilweise auch als Unterart der nahe verwandten Art Hydrangea anomala angesehen.